# Megaselia superans
Megaselia superans är en tvåvingeart som beskrevs av Borgmeier 1958. Megaselia superans ingår i släktet Megaselia och familjen puckelflugor. Inga underarter finns listade i Catalogue of Life.